# Bernd Matthies
Bernd Matthies (* 1953 in Berlin) ist ein deutscher Journalist und Autor. Seit 1983 ist er Redakteur beim Tagesspiegel und beschäftigt sich mit Medien und insbesondere Kulinarik.

## Leben
Bernd Matthies studierte Volkswirtschaft und Soziologie, danach erfolgte eine Ausbildung an der Henri-Nannen-Schule in Hamburg. Er war Polizeireporter, dann kommunalpolitischer Korrespondent im Rathaus Schöneberg. Ab 1983 war er in Berlin Redakteur beim Tagesspiegel  und dort auch stellvertretender Ressortleiter. Zudem war er Mitarbeiter beim RBB-Kulturradio.
Seit 1988 ist er beim Tagesspiegel Restaurantkritiker. Die eigene Kolumne „Matthies war essen“ schrieb er von 2004 bis 2010 in Essen & trinken. Danach führte er den gleichnamigen Blog „Matthies war essen“ im Tagesspiegel weiter.
Im Jahr 2007 war er in der Jury der „Berliner Meisterköche“.

## Schriften
- mit Wolf Schneider und Matthias Naß: Unsere tägliche Desinformation. Wie die Massenmedien uns in die Irre führen, Bertelsmann 1992, ISBN 3-57003-915-3
- mit Elisabeth Binder: Berlin zu Tisch: der Nicolai-Restaurantführer, Nicolai 1996, ISBN 3-87584-611-7.
- Lust auf Kochen (12 Bände), Berlin 2006.